# Chapelle de Conflans
Pour les articles homonymes, voir Conflans.
La chapelle de Conflans est un édifice catholique de Charenton-le-Pont, en France.

## Localisation
La chapelle est située sur la zone de l'ancien séminaire de Conflans, à Charenton-le-Pont, dans le Val-de-Marne. Elle est accessible par le parc du Séminaire-de-Conflans, qui la borde au nord, le long de la rue de l'Archevêché.
On peut aussi y accéder par le 11 rue du Séminaire-de-Conflans, où se trouve le portail d'entrée restauré du château de Conflans, aujourd'hui détruit.

## Historique
Le site de la chapelle  provient du démembrement en 1553, par le roi Henri II, de l’ancien Séjour de Bourgogne, manoir du XIVe siècle propriété des ducs de Bourgogne qui était revenue au début du XVIe siècle dans le domaine du Roi de France. Sa partie nord (numéro 11 de l'actuelle rue du Séminaire de Conflans) comprenant « une vieille masure et huit arpents de terre » (environ 4 hectares soit l'étendue du lycée Notre-Dame-des-Missions, du parc de Conflans et du parc EDF jusqu'à la rue des Bordeaux) est vendue par adjudication en 1553 à Jean de Gauchery secrétaire du Roi. L'autre partie de ce domaine, côté sud de cette rue, est le château de Conflans reconstruit au début  du XVIe siècle tel qu'il existait jusqu'à sa destruction au XXe siècle, actuellement immeubles du square Henri Sellier et son parc jusqu'à la Seine (actuellement immeubles de la place Bobillot).
Le domaine passe à des propriétaires successifs jusqu'à Françoise de Nargonne, veuve du duc d'Angoulême qui le vend le 6 décembre 1653, 31 000 Livres à Charlotte Le Bret, prieure d’un couvent de  Bénédictines fondé à Lagny transféré à Farmoutier à cause des guerres. 
L’archevêque de Paris y réunit en 1741 le prieuré des Bénédictines de Saint-Germain des Prés. À cette date, le monastère comprenait « une maison parfaitement bien entretenue, des jardins très agréables » et une chapelle.
Le couvent est vendu comme bien national en 1793 à Philippe Jacques Noël puis est acquis par des propriétaires successifs jusqu’à son achat le 10 juin 1820 par Philippe-Antoine Frère supérieur du séminaire Saint-Nicolas du Chardonnet à Paris qui en fait une  succursale. 
Le séminaire est dévasté en 1830 avec la partie est du château de Conflans en face qui était depuis 1827 propriété de Hyacinthe-Louis de Quélen archevêque de Paris.  
Le bâtiment est acheté  par Monseigneur Quélen en 1839 et reste abandonné jusqu’à son acquisition en 1841 par la congrégation des Sœurs-du-Sacré-Cœur fondée par Madeleine Sophie Barat qui habitait dans les années 1830 dans la partie du château de Conflans appartenant à l'archevêque. La congrégation  y établit un pensionnat de jeunes filles dans le prolongement de celui qu’elles avaient créé en 1832 dans la partie du château de Conflans de l’archevêque.
Les Dames du Sacré Cœur font réparer la maison en ruine, vestige de l’ancien couvent des Bénédictines qui correspond à l’aile datant du XVIIIe siècle de la médiathèque et de l’architecture perpendiculaire à la chapelle et étendent les bâtiments par achat de maisons voisines et de l’église  de Conflans désaffectée depuis 1859  (remplacée par l’actuelle église Saint-Pierre).
La construction de la chapelle est lancée en 1843 par la congrégation des Sœurs-du-Sacré-Cœur,   lors de ces opérations d'agrandissement. La chapelle est achevée vers 1867.
Les Dames du Sacré Cœur quittent le couvent pour Bruxelles vers 1911 à la suite de l'expulsion des congrégations  et l’ensemble devenu propriété de l’État par la Loi de séparation des Églises et de l'État de 1905 est vendu par adjudication à une Compagnie d'électricité qui loue les bâtiments à l'Archevêché de Paris qui y établit le petit séminaire de Paris  en 1929. 
Le séminaire installe son orgue Aristide Cavaillé-Coll, acheté en 1866, dans la chapelle. 
Après la fermeture du petit séminaire en 1970, l'ensemble est revendu en 1971.
La partie longeant la rue du Président Kennedy est achetée par la congrégation Notre-Dame-des Missions pour y établir un lycée et l’autre partie jouxtant la chapelle de Conflans par l’État (Ministère de la Culture) pour y ouvrir une école d’architecture remplacée en 2008 par la médiathèque de l'architecture et du patrimoine.
La chapelle et la crypte restent toutefois la propriété du diocèse de Créteil.
La chapelle est rénovée au début du XXe siècle.

## Description
Des vitraux contemporains posés dans des fenêtres aux ogives gothiques, illuminent l'intérieur de l'édifice.